# Escuela de Ingeniería de Leicester

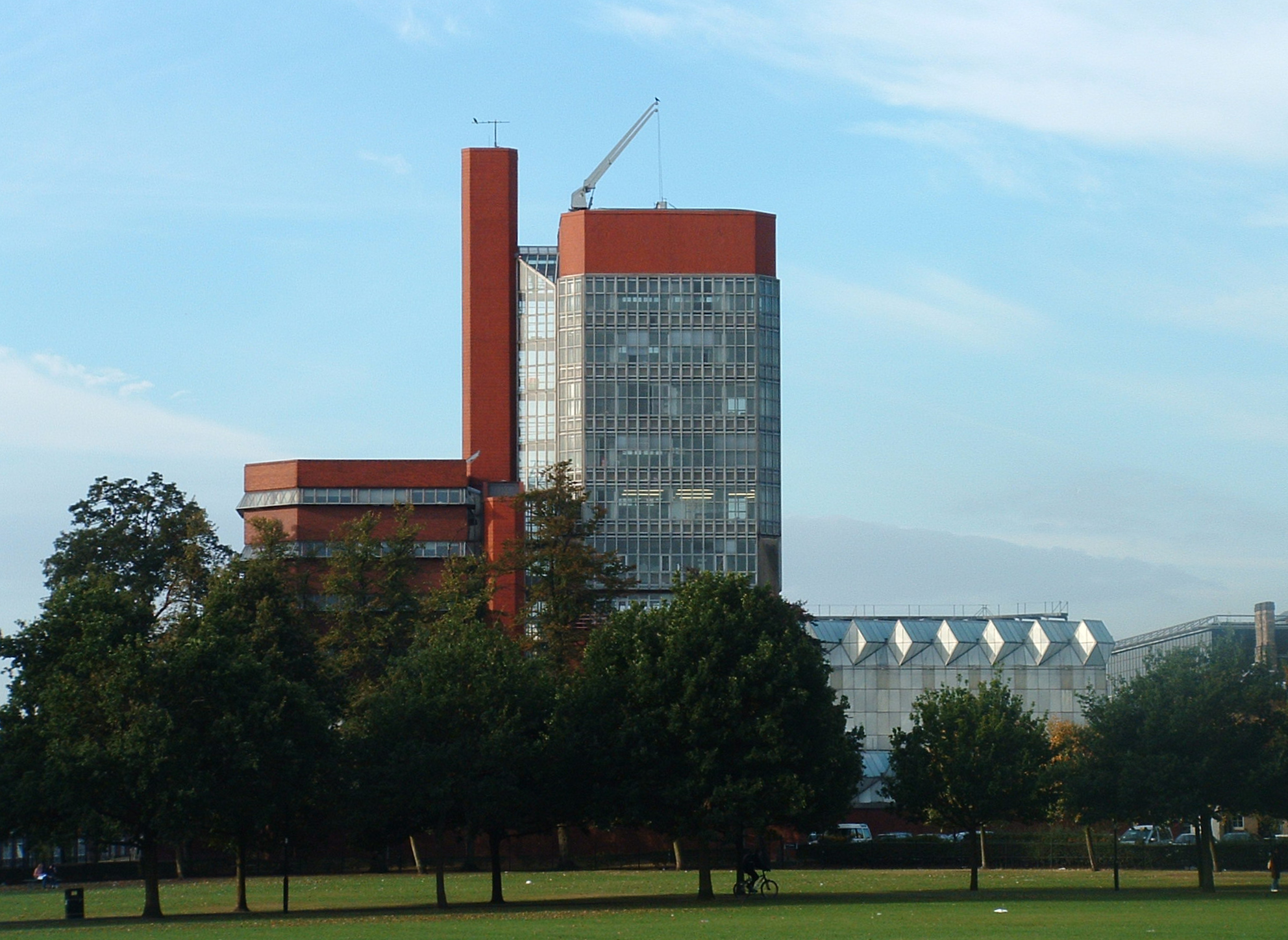
Vista de la Escuela de Ingeniería de Leicester.

La Escuela de Ingeniería de la Universidad de Leicester es un centro de educación superior en el que se enseñan de diversas ingenierías. La escuela expide el título de varias ingenierías y licenciaturas. El centro está ubicado en la ciudad inglesa de Leicester y el arquitecto que diseñó el edificio en el que actualmente se encuentra la escuela es el escocés James Stirling. Este inmueble fue inaugurado en 1959 y es una obra representativa de Stirling.
El edificio tiene una forma que sigue estrictamente a sus funciones a niveles sorprendentes. Se compone de unos talleres que ocupan una gran extensión y poca altura, de dos torres con oficinas y laboratorios, y de dos auditorios que sobresalen del edificio. Tiene citas evidentes a la arquitectura industrial británica y a otras obras de la Arquitectura Moderna.

## Datos arquitectónicos

### Diseño del edificio
Esta escuela data del año 1959, año en que la Arquitectura Postmoderna apenas había aparecido. Recibió numerosas críticas por parte de arquitectos de la época, sin embargo recibió una buena acogida por parte de la ciudadanía. Este edificio es la más estricta aplicación de la idea de que la forma sigue a la función, hasta tal punto que cada elemento y forma responde directamente a una función concreta. También tiene numerosas citas a obras del movimiento Moderno y a la arquitectura industrial británica, ya que los materiales y formas utilizados en esta escuela son muy similares a los de las naves industriales construidas a principios del siglo XX en este país. 
Algunos arquitectos afirman que Stirling también plasmó en esta obra su interés por las salidas de aire de los barcos e hizo una cita al club de obreros de Rusakov (Rusia), el cual tiene tres pequeños auditorios que sobresalen de la fachada principal. Sin embargo, la última afirmación no es cierta; ya que el propio Stirling afirmó no haber visitó el Club Rusakov en su vida.[cita requerida] La forma de esta construcción es, según la opinión de muchos, una alegoría a las ruedas dentadas de las máquinas usadas por los obreros de entonces. Con estas bases, Stirling diseña esta escuela de ingeniería, la última construcción de la Universidad de Leicester. Esta escuela alberga varias ingenierías y tiene cabida para 250 personas.
Stirling comenzó el diseño de este edificio planteando que la necesidad de enormes talleres en la planta baja en los que puedan entrar tractores y otros vehículos grandes. Los talleres no cabían en el solar disponible si los orienta al norte, de manera que los ajustó al solar para conseguir una superficie máxima y orientó al norte únicamente los lucernarios en diente de sierra de su cubierta. De esta manera, la orientación de los dientes de sierra es diferente a la de la planta de los talleres. Hay una parte de éstos que está volada para aprovechar así mejor el espacio. 
Junto a los talleres hay una torre bastante alta y esbelta que alberga las oficinas de la escuela. Esta altura se debe a que hay un depósito de agua colocado a dicha altura, el cual está instalado para crear un gran salto de agua necesario para hacer experimentos en el taller. En la parte baja de esta torre hay un auditorio que sobresale de una de las fachadas, similar al club de obreros de Rusakov, y está sujeto por dos pilares esbeltos que llegan al suelo. Hay unas escaleras de caracol exteriores con un recubrimiento de vidrio que ascienden por debajo de este auditorio para después atravesarlo, pareciendo desde fuera un pilar que lo sostiene. 
De los talleres sale una chimenea de igual altura que la torre de oficinas y sirve para sacar los humos sin molestar a los usuarios de la planta superior. Junto a la torre de oficinas hay otra algo más baja que alberga los laboratorios. En la parte baja de esta otra torre hay otro auditorio con unas características muy similares al anteriormente descrito, con la diferencia de que los pilares exteriores que sostienen la torre no lo hacen con el auditorio.

### Características del edificio
En el lado opuesto a las torres está la entrada de vehículos grandes al taller. Las vigas de esta enorme sala tienen la orientación de sus lucernarios, sin embargo hay otras con la dirección de las paredes del taller. Los dientes de sierra de la cubierta dan lugar a curiosas formas cuando llegan a las fachadas. La parte volada del taller tiene unos grandes apeos de hormigón vertido con tamaños excesivamente grandes. Las fachadas del edificio son de hormigón visto con recubrimiento de placas metálicas que se asemejan a los ladrillos. Solo hay ladrillo visto en la zona más baja de las dos torres.
Hay una rampa exterior situada bajo las torres que da al acceso principal de la escuela. Hay dos escaleras interiores metidas cada una en una “caja” de hormigón donde también suben instalaciones. Al auditorio de la torre de laboratorios se accede por una planta inferior a la del acceso al auditorio de la torre de oficinas. Bajo este último auditorio hay otras entradas a la escuela, las cuales están en una fachada acristalada. De esta manera, parece que este auditorio se apoya sobre esta fachada acristalada y en las escaleras de caracol antes descritas. 
Existen huecos entre las habitaciones y espacios cerrados de las dos torres, y cuanto más alta es la planta, menos superficie cerrada tiene. Esto da lugar a variados volúmenes y espacios que se crean en la zona comprendida entre las dos torres. Están separadas por una estrecha fachada acristalada combinada con techos que forman curiosas formas. La torre de laboratorios tiene un sistema estructural en sus forjados de vigas orientadas en dos direcciones perpendiculares entre sí. Esta misma parte del edificio tiene unas ventanas con unos elementos que hacen que se cree una corriente de aire sin necesidad de usar medios mecánicos. Este sistema es muy útil para limpiar los laboratorios de gases peligrosos